# Wielka Motowidłówka
Motowidłówka Wielka (ukr. Wełyka Motowyliwka) – wieś na Ukrainie w rejonie fastowskim obwodu kijowskiego, nad rzeką Stuhną.
W dawnych czasach miał się tu znajdować gród, który po najeździe Tatarów Mengli Gireja stał się opustoszałym uroczyskiem. Pustkowia „na osadnictwo” po bitwie pod Łopusznem nadał hetman Konstanty Ostrogski niejakiemu Motowidle. Od jego też nazwiska nowa osada przyjęła nazwę Motowidłówki. W drugiej połowie XVI wieku wznieśli tu Aksakowie zamek obronny, w którym odbywały się polsko-rosyjskie sądy pograniczne.
Po Aksakach dobrami władali Mycielscy, Kurdwanowscy i Rulikowscy. We wzniesionym przez tych ostatnich pałacu urodził się historyk i etnograf Edward Rulikowski, jeden z współtwórców „Słownika Geograficznego Królestwa Polskiego”.
Przed sowiecką reformą administracyjną była siedzibą gminy Ksawerówka w powiecie wasylkowskim.
18 listopada 1918, podczas powstania przeciw hetmanowi Pawło Skoropadskiemu, pod Motowyliwką odbyła się bitwa, w której Strzelcy Siczowi pod dowództwem  płk. Jewhena Konowalca rozbili wojska Hetmanatu. Bitwa rozstrzygnęła o klęsce Pawła Skoropadskiego i restytucji Ukraińskiej Republiki Ludowej.

## Dwór Rulikowskich

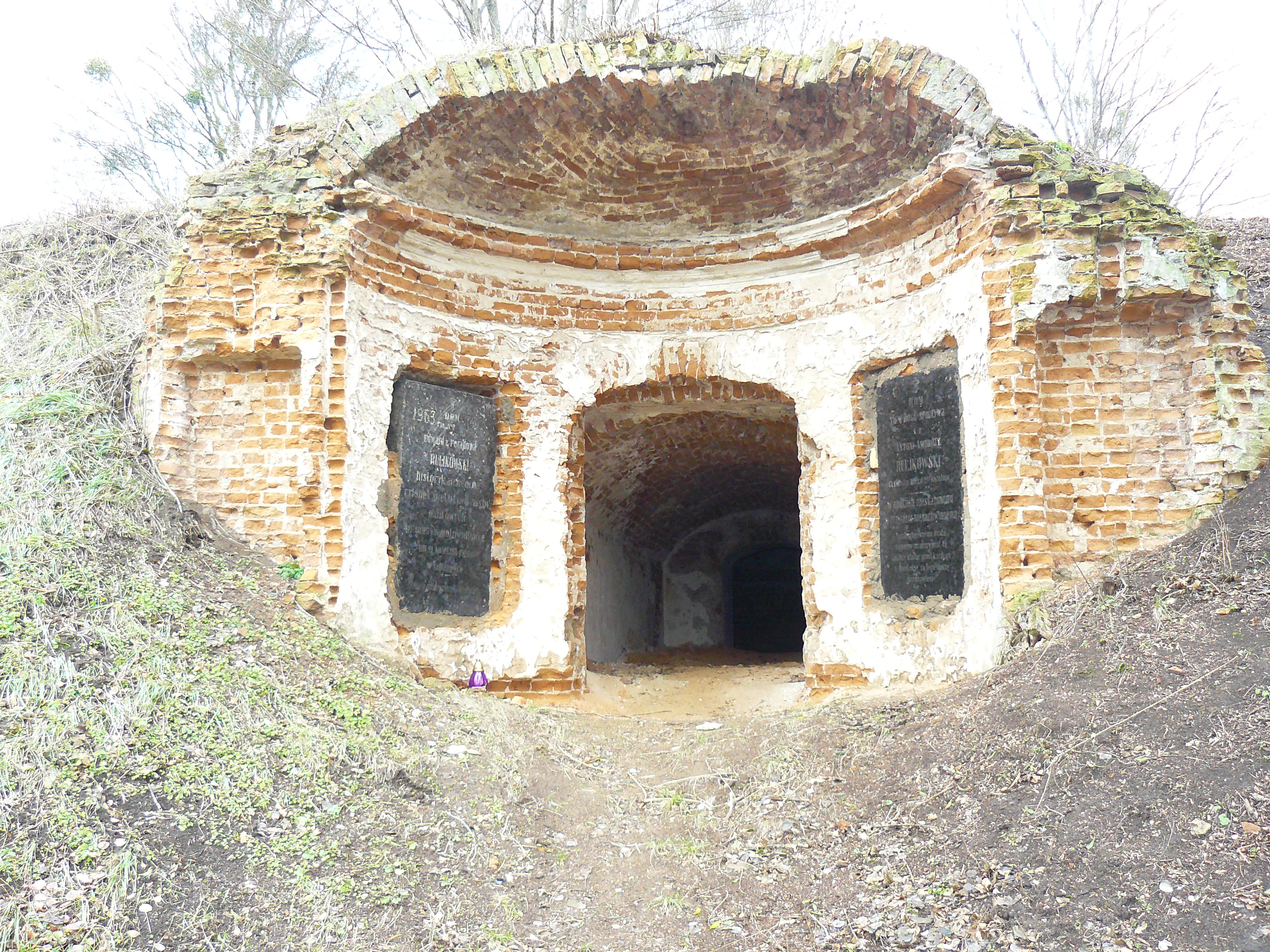
Krypta Rulikowskich z epitafium Edwarda

- dwór wielobryłowy wybudowany przez Józefa Rulikowskiego, główny budynek od frontu posiadał półokrągły ryzalit z pięcioma kolumnami korynckimi podtrzymującymi tympanon. prawe skrzydło półokrągłe[2]. Przy dworze była stadnina koni arabskich i anglo-arabskich oraz park angielski[3]. Opisany w tomie XI Dziejów rezydencji na dawnych kresach Rzeczypospolitej. Zabytek w stanie postępującej ruiny. Do początków XXI wieku dotrwała jedynie część piwnic - krypty grobowej z epitafiami Edwarda oraz Antoniego Ambrożego Rulikowskich.

## Bibliografia i linki

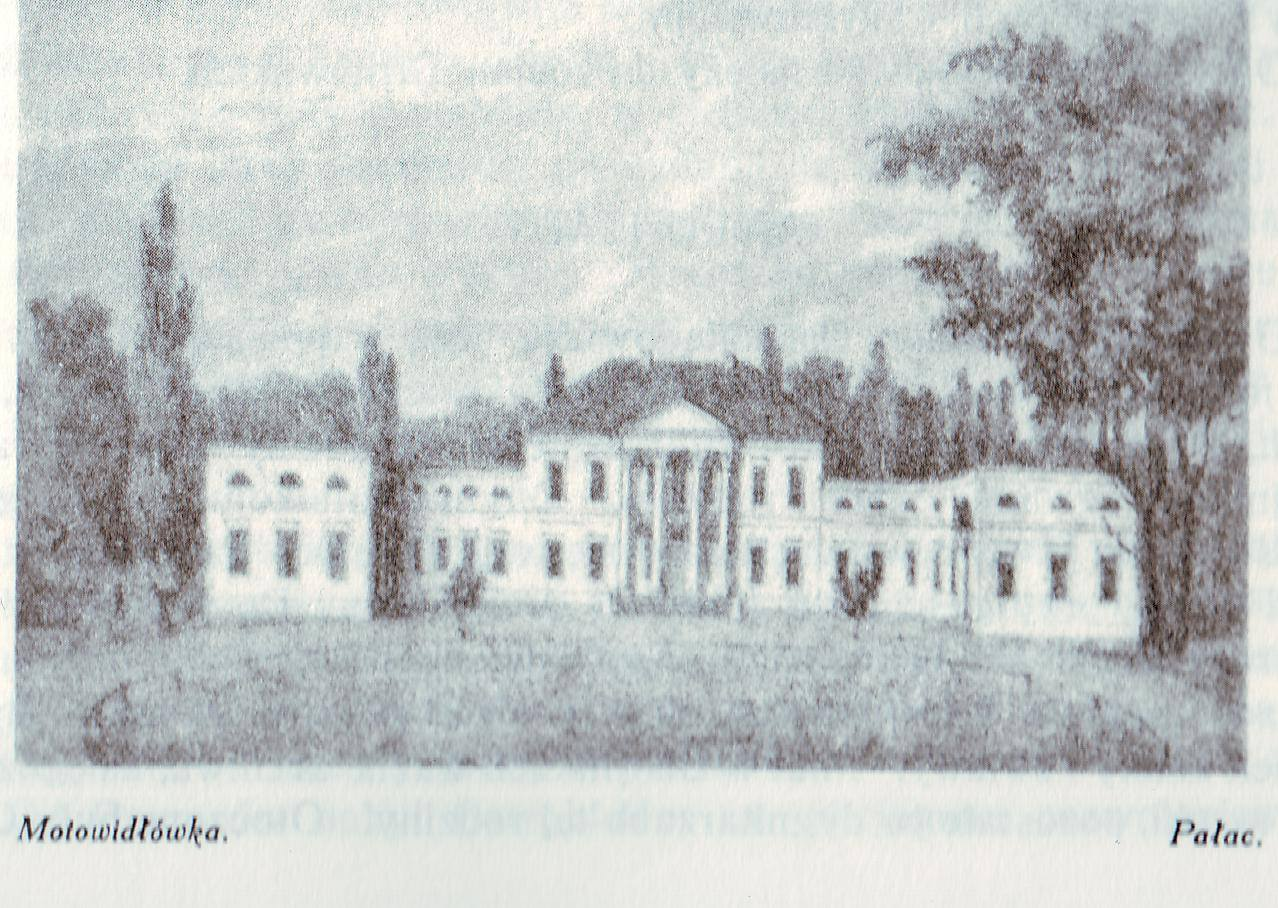
Małowidłówka